# 764

## Decese
- 28 noiembrie: Ștefan cel Nou sfânt grec, martir al credinței (n. 713)